# El hombre que volvió de la muerte
El hombre que volvió de la muerte es una serie de televisión argentina creada y protagonizada por Narciso Ibáñez Menta y estrenada en 1969, emitiéndose por el Canal 9 de Buenos Aires. Es ampliamente considerada como un clásico del terror y suspenso televisivo de su país.
En el año 2007 se estrenó una remake de la serie por Canal 13, la cual fue producida por Pol-ka y protagonizada por Diego Peretti.
Existe poco material de archivo de la serie, la cual era considerada como material fílmico perdido, aunque en 2024 se subió una versión de 22 minutos a YouTube con algunas secuencias rescatadas y digitalizadas.

## Sinopsis
Elmer Van Hess (Narciso Ibáñez Menta), es un hombre sencillo, ingenuo y simple que está a punto de casarse, cuando es detenido por acusaciones falsas de alguien que ama a la misma mujer (Fernanda Mistral), en complicidad con un amigo suyo que lo envidia. Elmer es condenado a muerte y decide vender su cadáver para que le entreguen el dinero a su familia luego de la ejecución. Su cuerpo es comprado por un científico, quien logra devolverlo a la vida mediante el reemplazo de sus órganos por unos artificiales, y lo convierte así en una especie de robot humano, destinado a vivir muchísimo más que cualquier mortal. Al tomar conciencia de esto, Elmer provoca un incendio en el laboratorio y escapa, pero no puede evitar que su rostro se queme en la huida. Entre los cambios que le han hecho a Elmer durante el experimento han aumentado también su inteligencia. Elmer se oculta en un barco y viaja a Egipto. Allí conoce a Abdul, un sabio ciego que le ayuda a hacerse varias máscaras que parecen de verdadera piel humana. Nutrido de estos conocimientos y con Abdul convertido en su ayudante, Elmer Van Hess vuelve a su ciudad, llevado por el deseo de venganza contra todos quienes lo llevaron a esa situación.

## Elenco
- Narciso Ibáñez Menta como Elmer Van Hess.
- Eduardo Rudy como el Dr. Mortensen
- Alberto Argibay como Frederick.
- Francisco de Paula como Su Excelencia.
- Carlos Muñoz (1924-1992) como el padre Borman.
- Claudio García Satur como Lazlo Avalon.
- Romualdo Quiroga como Jonathan Wufftensen.
- Susana Campos como Liria.
- Erika Wallner como Sonia.
- Laura Bove como la Srta. Manner
- Fernanda Mistral como Erika.
- Oscar Ferrigno como el coronel Larsen.
- Héctor Sturman como Manner.
- Néstor Hugo Rivas como Abdul.
- Alicia Berdaxagar como la Dra. Helga

## Descubrimiento y rescate parcial de la serie
Como se explica en el canal de YouTube Telearte Television Archive, con motivo del 30° aniversario de Canal 9, en 1990 se puso en funcionamiento la única máquina quadruplex que quedaba en el canal con el fin de pasar algunas viejas cintas de la época del blanco y negro a cintas de 1". Esos fragmentos únicos de materiales históricos quedaron traspapelados en cintas 1" sin identificar en el depósito. Entre ellas se encontraban unas pocas secuencias de la emblemática El hombre que volvió de la muerte.
El mismo canal agrega: "es un honor para nosotros poder espiar en los principios de la televisión argentina a través de estos pequeños instantes que han llegado a nuestros días de forma fortuita. Digitalizados de su copia en 1" con transcripciones realizadas hace 34 años desde las cintas quadruplex 2" originales que quedaban en aquel entonces"; el video fue subido a YouTube el 9 de julio de 2024.

## Legado
Uno de los atractivos de esta serie fueron las destacadas caracterizaciones que logró Ibáñez Menta, transformándose en distintos personajes a través de los cuales el protagonista Elmer Van Hess va consumando una a una sus venganzas. Asimismo es recordada la peculiar máscara (de aspecto asiático) que utilizaba la mayor parte del tiempo este personaje, siendo la misma reflotada en la adaptación de 2007 con Diego Peretti como protagonista.